# American Pie (seria filmów)

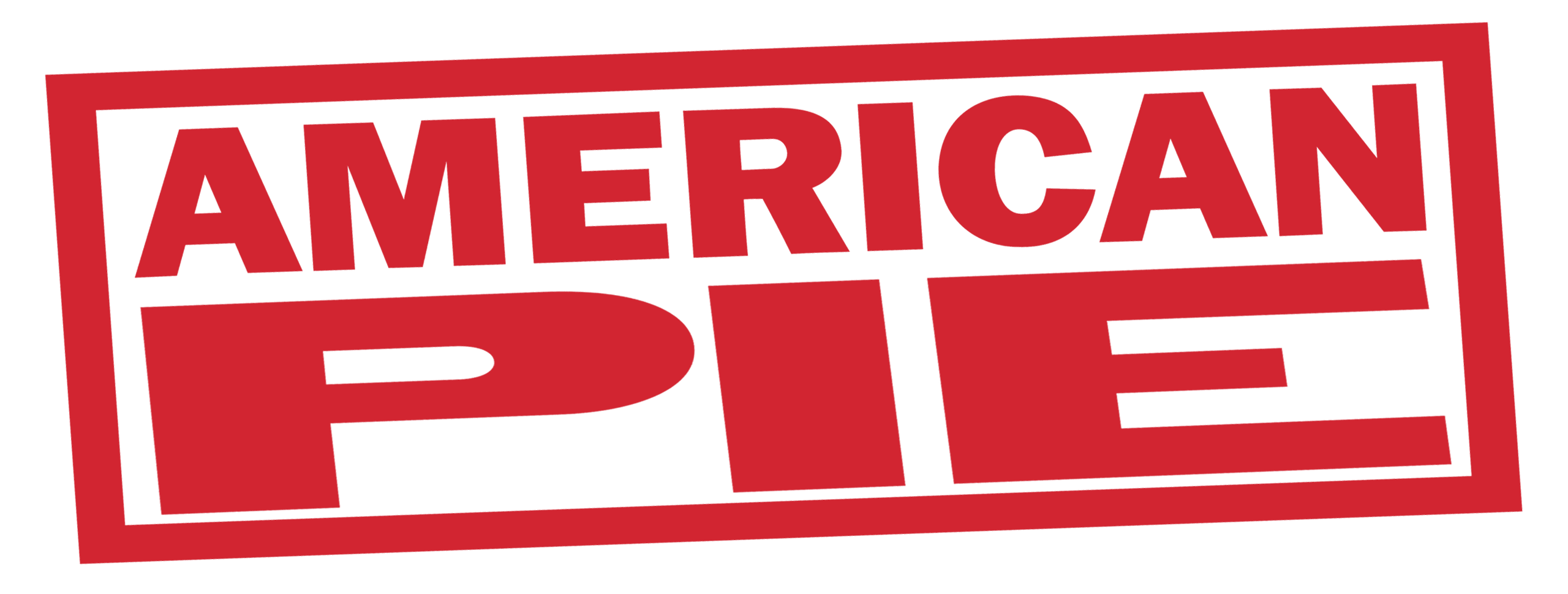
Logo serii.

American Pie (czyt. ə'mɛrəkən paɪ, dosłownie: amerykańskie ciasto) – seria amerykańskich komedii filmowych, adresowanych do młodzieży. Pierwszy film (w Polsce wyświetlany pod nazwą American Pie, czyli dowCipna sprawa) powstał w 1999 roku i zdobył duże uznanie młodych widzów. W roku 2001 powstała kontynuacja, American Pie II, a w roku 2003 widzowie zobaczyć mogli American Pie: Wesele (American Wedding, dosłownie: amerykańskie wesele).
Wesele było ostatnim filmem z serii, w którym pojawili się aktorzy znani z pierwszej części – ich wątek został zakończony, a pod szyldem American Pie zaczęto wydawać filmy dla młodzieży na DVD. Z „właściwym” American Pie wiąże je nazwisko Stifler (ich głównymi bohaterami jest rodzina Steve’a Stiflera). W 2005 roku wydano film American Pie: Wakacje (ang. American Pie: Band Camp), w 2006 American Pie: Naga mila (ang. American Pie V: The Naked Mile), w 2007 American Pie: Bractwo Beta (ang. American Pie VI: Beta House), a w 2009 American Pie: Księga miłości (ang. American Pie VII: Book of Love).
Po czterech spin-offach w 2012 roku powrócono do obsady pierwszych części w kinowym filmie American Pie: Zjazd Absolwentów. Twórcy pokazują w niej jak bohaterowie pierwszych części poukładali sobie życie i czego wstydzą się przed swoimi przyjaciółmi.
W 2020 wydano piąty spin-off - głównymi bohaterami są teraz 4 przyjaciółki.

## Filmy
1. American Pie (1999)
2. American Pie 2 (2001)
3. American Pie: Wesele (2003)
4. American Pie: Wakacje (2005)
5. American Pie: Naga mila (2006)
6. American Pie: Bractwo Beta (2007)
7. American Pie: Księga miłości (2009)
8. American Pie: Zjazd absolwentów (2012)
9. American Pie: Dziewczyny rządzą (2020)

## Nagrody i nominacje
- 2000: Nagroda Główna Złoty Ekran (American Pie)
- 2000: nominacja MTV Movie Awards za najlepszy film (American Pie)
- 2000: nominacja MTV Movie Awards dla Shannon Elizabeth w kategorii najlepszy debiut (American Pie)
- 2000: nominacja MTV Movie Awards dla Jasona Biggsa w kategorii najlepszy debiut (American Pie)
- 2000: nominacja MTV Movie Awards dla Jasona Biggsa w kategorii najlepszy aktor w komedii lub musicalu (American Pie)
- 2001: nominacja MTV Movie Awards dla Seanna Williama Scotta w kategorii najlepszy aktor komediowy (American Pie II)

## Najważniejsi aktorzy serii
- Jason Biggs – James „Jim” Levenstein
- Seann William Scott – Steven Stifler
- Alyson Hannigan – Michelle Flaherty-Levenstein
- Eugene Levy – Noah Levenstein, ojciec Jima
- Eddie Kaye Thomas – Paul Finch
- Jennifer Coolidge – Jeanine Stifler, matka Stevena
- Thomas Ian Nicholas – Kevin Myers
- Chris Owen – Chuck Sherman
- Mena Suvari – Heather
- Shannon Elizabeth – Nadia
- Tara Reid – Victoria „Vicky” Lathum
- Chris Klein – Chris „Oz” Ostreicher
- John White – Erik Stifler
- Steve Talley – Dwight Stifler
- Nic Nac – Bobby
- Tad Hilgenbrink – Matt Stifler
- Jason Earles – Ernie Kaplowitz